# I segreti del colonnello Mann
I segreti del colonnello Mann (titolo originale The Death of Colonel Mann) è un romanzo poliziesco scritto nel 2000 da Cynthia Peale, pseudonimo della scrittrice statunitense Nancy Zaroulis. Il romanzo è il primo della serie I misteri di Beacon Hill, ambientata a Boston alla fine del XIX secolo.

## Trama
Boston, inverno 1891. Addington Ames, un giovane brillante appartenente ad una delle famiglie più in vista della città, accompagnato dal dottor MacKenzie, suo pensionante, si reca in visita presso la lussuosa suite del colonnello Mann. Scopo della visita è il tentativo di recuperare delle lettere compromettenti scritte da Valentine, cugina di Addington, ad un giovane con cui aveva avuto una relazione due anni prima a Newport. Le lettere sono adesso in mano al colonnello che è anche il proprietario di un piccolo giornale scandalistico, il Town Topics. Mann, noto ricattatore, aveva minacciato Valentine che avrebbe pubblicato il contenuto delle lettere sul giornale, a meno che non avesse ricevuto un compenso di 6.000 dollari.
Addington e MacKenzie trovano il colonnello morto, ucciso da un colpo di pistola Smith & Wesson calibro 38; accanto al cadavere un gioiello, una perla a forma di goccia. La ricerca fra le carte di Mann non permette ad Addington di trovare le lettere della cugina, anche se ha l'occasione di verificare che un gran numero di persone appartenenti all'alta società di Boston è stata costretta a pagare il colonnello.

## Edizioni
- Cynthia Peale, I segreti del colonnello Mann, traduzione di Maria Gabriella Podestà, collana I Classici del Giallo Mondadori, n. 947, Mondadori, 2003,  p. 216.